# Nächstebreck-Ost
Das Wuppertaler Wohnquartier Nächstebreck-Ost ist eines von fünf Quartieren des Stadtbezirks Oberbarmen. Historisch gehörte das Gebiet zu der ehemaligen Landgemeinde Nächstebreck.

## Geographie
Das 6,06 km² große Wohnquartier liegt im Nordosten Wuppertals und wird im Osten von der Stadt Schwelm begrenzt. Im Süden liegen die Wohnquartiere Löhrerlen und Hilgershöhe, wobei letzterer zum Stadtbezirk Langerfeld-Beyenburg gehört. Im Südwesten schließen sich die Wohnquartiere Oberbarmen-Schwarzbach und Wichlinghausen-Nord an. Im Westen liegt das Wohnquartier Nächstebreck-West und im Norden grenzt das Wohnquartier an die Stadt Sprockhövel.
In Nächstebreck-Ost liegen die Ortslagen Alteschmiede, Auf der Bleek, Beckacker, Berghausstraße, Beule, Blumenroth, Bracken, Bruch, Dreigrenzen, Ecksteinloh, Ellinghausen, Erlenrode, Falkenrath, Flötpfeife, Hasenkamp, Hölken, Hölzerneklinke, Holtkamp, Hottenstein, Hülsen, Kattenbreuken, Mählersbeck, Möddinghofe, Mollenkotten, Neue Welt, Pannhütte, Rott, Schmiedestraße, Silberkuhle, Tente, Uhlenbruch, Voßbleck, Windhövel und Wiesche.

## Bauwerke
Im Norden wird das Gebiet durch die Bundesautobahn 46 durchquert, sie trifft auf die von Süden kommende Bundesautobahn 1 am Autobahnkreuz Wuppertal-Nord. In der Nähe des Autobahnkreuzes liegt die Fertighausausstellung „Ausstellung Eigenheim und Garten“.
An der Wittener Straße befindet sich eine Gemeinschaftsgrundschule.